# Peperomia haughtii
Peperomia haughtii är en pepparväxtart som beskrevs av Trel. & Yunck.. Peperomia haughtii ingår i släktet peperomior, och familjen pepparväxter. Inga underarter finns listade i Catalogue of Life.